# Cram (auteur)
Pour les articles homonymes, voir Cram.
Cram de son vrai nom Marc Mestag, né le 23 mars 1938 à Anvers et mort en 1990, est un dessinateur de presse et auteur de bande dessinée belge néerlandophone.

## Biographie
Marc Mestag naît le 23 mars 1938 à Anvers,.

### Dessinateur de presse
Il adopte le pseudonyme Cram comme dessinateur de presse pour des publications telles que De Standaard, Humo, De Volksmacht, Ons Volk, De Nieuwe Gazet, Le Soir illustré et La Libre Belgique depuis les années 1960. C'est comme dessinateur indépendant qu'il livre des cartoons au quotidien bruxellois Le Soir au début des années 1980. Par ailleurs, son travail est publié également en Suisse et en Allemagne.

### DansTintin
De 1966 à 1984, il dessine régulièrement des bandes dessinées humoristiques et des gags pour le journal Tintin, pour la plupart indépendants, mais aussi avec des personnages récurrents comme Hoppy et Monsieur Menu. Durant sa période Tintin, Cram travaille également comme scénariste pour Mazel sur un court récit de deux planches intitulé Les Vacances et le goût de solitude en 1967 puis avec Géri sur Le Skblllz la même année et pour Mittéï, il écrit 3 scénarios de L'Indésirable Désiré en 1968. De 1970 à 1973, il réalise les Gags de Cram. Parallèlement, il publie dans Junior, supplément à Chez Nous, succédané plus économique que Tintin où il crée Le Docteur Schnok. On retrouve également ses gags dans Super Tintin.

### DansRobbedoeset les autres
Outre ses bandes dessinées pour les publications des éditions du Lombard, Cram dessine Orphée et Jehan pour Pourquoi pas ?. Il crée encore Pépé-longues-jambes pour Samedi-Jeunesse de 1972 à 1973. Il réalise également De Weyfelaers pour plusieurs quotidiens du groupe De Standaard à partir de 1975. De 1981 à 1983, il est présent dans Robbedoes, la version néerlandaise de Spirou, avec la série Jan Pech, une bande dessinée d'humour absurde. Ensuite, il poursuit sa collaboration pour ce même périodique jusqu'à la fin des années 1980 avec un grand nombre de bandes dessinées éphémères. Une sélection de son travail est collectée en album dans Cram zag eens pruimen hangen publiée aux éditions De Dageraad en 1983.
Il contribue aux albums collectifs 35 ans du journal Tintin - 35 ans d'humour et L'Agenda du journal Tintin 1984 avec Monsieur Menu, publiés respectivement aux Éditions du Lombard en 1981 et 1983.
Il participe à l'exposition La Bande dessinée en Belqique sous le commissariat de Jean Van Hamme tenue à la Bibliothèque Albert Ier à Bruxelles en 1968.
Il meurt en 1990.

## Œuvres

### Albums de bande dessinée en français
- 35 ans du journal Tintin - 35 ans d'humour[12], Le Lombard, Bruxelles, septembre 1981
Scénario et couleurs : collectif - Dessin : collectif dont Cram,Préface de Raymond Leblanc. Contribution : Monsieur Menu.
- L'Agenda du journal Tintin 1984, Le Lombard, Bruxelles, 1983
Scénario et couleurs : collectif - Dessin : collectif dont Cram -  (ISBN 2-8036-0421-3),Contribution : Monsieur Menu.

### Expositions collectives
- La Bande dessinée en Belgique[13], Bibliothèque Albert Ier, Bruxelles, du 29 juin au 25 août 1968.

### Collections publiques
4 œuvres de cet artiste sont conservées au Centre belge de la bande dessinée et font partie du patrimoine mobilier de la région Bruxelles-Capitale.

#### Livres
: document utilisé comme source pour la rédaction de cet article.
- Jean Van Hamme, Introduction à la bande dessinée belge, Bruxelles, Bibliothèque royale de Belgique, 1968, 80 p., ill. ; 26 cm (lire en ligne), p. 12[catalogue] publié à l'occasion de l'exposition La bande dessinée en Belgique, Bibliothèque Albert Ier, [Bruxelles], du 29 juin au 25 août 1968.
- Thierry Martens et Danny De Laet, Au-delà du septième art : pratique du cartoon en Belgique, Bruxelles, Ministères des Affaires étrangères, du Commerce extérieur et de la Coopération au développement de Belgique, coll. « Chroniques belges » (no 320), 1979, 110 p., ill. ; 22 cm (présentation en ligne).
- Danny De Laet et Yves Varende, Au-delà du septième art : histoire de la bande dessinée belge, Bruxelles, Ministère des Affaires étrangères, du Commerce extérieur et de la Coopération au développement, coll. « Chroniques belges » (no 322), 1979, 302 p., ill. (OCLC 301693218, lire en ligne).
- (nl) « Cram », dans Striptekenaars in Vlaanderen [« Les Dessinateurs de bande dessinée en Flandre »], Anvers, Vlaamse Onafhankelijke Stripgilde, 1982, 132 p., ill. (ISBN 90-70481-15-4, OCLC 902354153, présentation en ligne), p. 76.